# Colletes angelicus
Colletes angelicus är en biart som beskrevs av Cockerell 1905. Den ingår i släktet sidenbin, och familjen korttungebin. Inga underarter finns listade i Catalogue of Life.

## Beskrivning
Båda könen har ljusgrå päls i ansiktet; honans är längre, medan hanens har en gul nyans. Även mellankroppen har ljusgrå päls, delvis med en gulaktig–ockrafärgad inblandning. Tergiterna 1 till 5 (de fem främsta segmenten på bakkroppens ovansida) har hårband i bakkanterna. Dessa är vita på tergit 2 till 5, medan den första tergitens hårband är gulaktigt hos hanen, ljusockra hos honan. På tergiterna 3 till 6 har honan i övrigt gles, ockra- till mörkt tegelfärgad behåring medan hanen har rikligt med ljus behåring. Kroppslängden är omkring 11 mm, och vinglängden runt 8 mm.

## Ekologi
Arten har främst iakttagits mellan slutet av augusti till slutet av oktober. Fynd har emellertid även gjorts i april, vilket skulle kunna tyda på att biet har två generationer årligen. Det flyger till blommande växter som Eriogonum (ett släkte bland slideväxterna) samt de korgblommiga växterna Hemizonia paniculata och Isocoma menziesii.

## Utbredning
Arten har påträffats i västra USA från Kalifornien till New Mexico. Ett tidigt fynd från British Columbia (1924) har rapporterats, men denna observation har ifrågasatts.